# Michel Boujenah

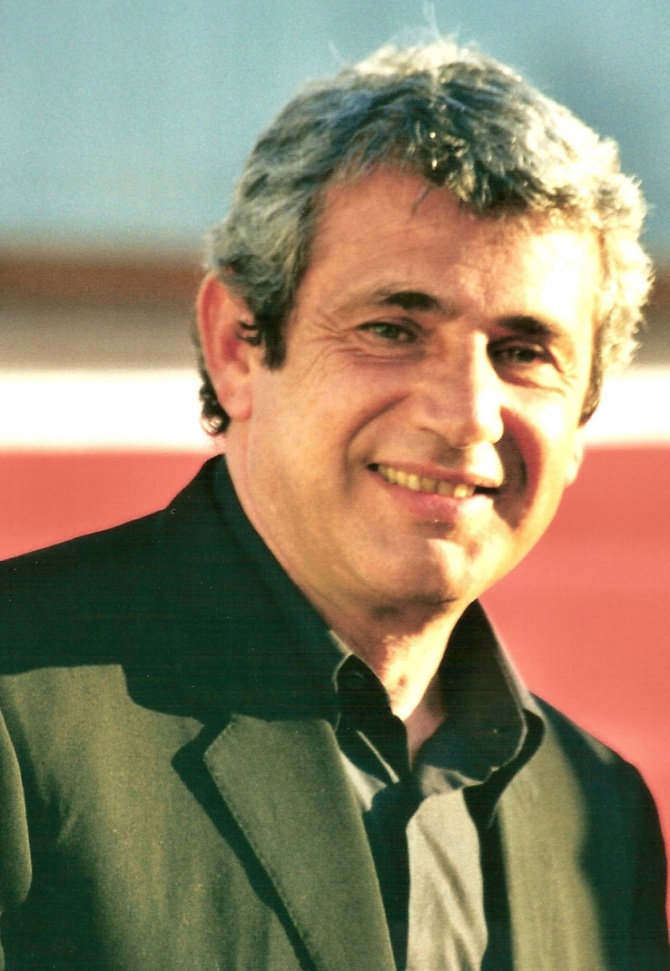
Michel Boujenah 2002

Michel Boujenah (* 3. November 1952 in Tunis, Französisch-Tunesien) ist ein französischer Filmschauspieler und -regisseur.

## Leben
Boujenah kam in Tunis als einer von vier Söhnen einer jüdischen Familie zur Welt. Sein Bruder Paul Boujenah wurde später Filmemacher. Die Familie zog 1963 nach Frankreich. Boujenah wuchs in Bagneux unweit von Paris auf. Er begann als Jugendlicher, Theater zu spielen, und wollte nach Ende der Schulzeit Theaterschauspieler werden. Als er aufgrund seines Akzents an der École supérieure d’art dramatique des Théâtre national de Strasbourg abgelehnt wurde, gründete er Anfang der 1970er-Jahre mit Paul Allio und Corinne Atlas die Theatergruppe La grande cuillère und trat in Schulen und kleineren Städten auf. Er schrieb zudem autobiografisch inspirierte Bühnenstücke über das Leben tunesischer Juden, wie die One-Man-Show Albert (1980) und Les magnifiques (1984), die Publikumserfolge wurden. Im Jahr 2004 folgte die Fortsetzung von Les magnifiques unter dem Titel Les nouveaux magnifiques. Seit 2007 ist Boujenah künstlerischer Leiter des Festival de Ramauelle; er trat dabei die Nachfolge des verstorbenen Jean-Claude Brialy an.
Boujenah kam 1980 zum Film und übernahm eine Nebenrolle in Jan Saint-Hamonts Filmkomödie Mais qu’est-ce que j’ai fait au Bon Dieu pour avoir une femme qui boit dans les cafés avec les hommes? Sein Durchbruch wurde 1984 die Oscar-nominierte Komödie Drei Männer und ein Baby von Coline Serreau. Im Jahr 1985 wurde er für seine Rolle des Michel – einer der drei titelgebenden Männer – mit einem César als Bester Nebendarsteller ausgezeichnet. In der 2003 erschienenen Fortsetzung 18 Jahre später war Boujenah erneut als Michel zu sehen. Nach Drei Männer und ein Baby folgten Hauptrollen unter anderem in Freddy, der Ahnungslose (1986), Wer hat dem Rabbi den Koks geklaut? (1987) und Der Joker und der Jackpot (1991). Für die Darstellung des Bajou in der französisch-tunesischen Koproduktion Le nombril du monde erhielt Boujenah 1994 eine César-Nominierung als Bester Hauptdarsteller.
Im Jahr 2003 gab Boujenah mit Père et fils seine Regiedebüt und wurde im Folgejahr für einen César in der Kategorie Bestes Erstlingswerk nominiert. Mit über einer Million Zuschauer wurde die Komödie ein Publikumserfolg. Mit Cachez-moi! folgte 2004 ein Kurzfilm in Schwarz-Weiß, bevor Boujenah 2007 die Filmkomödie 3 amies drehte; in den Hauptrollen waren Mathilde Seigner, Pascal Elbé und Kad Merad zu sehen.
Boujenah ist mit Isabelle Luzet, Hairstylistin beim Film, verheiratet. Das Paar hat zwei Kinder.

## Filmografie (Auswahl)
wenn nicht anders angegeben, als Schauspieler
- 1980: Mais qu’est-ce que j’ai fait au Bon Dieu pour avoir une femme qui boit dans les cafés avec les hommes?
- 1981: Alles im Griff (Fais gaffe à la gaffe)
- 1983: Rock ’n Torah
- 1985: Meilensteine des Lebens (Tranches de vie)
- 1985: Drei Männer und ein Baby (3 hommes et un couffin)
- 1985: Le voyage à Paimpol
- 1986: Freddy, der Ahnungslose (Prunelle Blues)
- 1986: La dernière image
- 1987: Wer hat dem Rabbi den Koks geklaut? (Lévy et Goliath)
- 1988: Les surprises de l’amour
- 1989: Ein Erbe kommt selten allein (Moitié-moitié)
- 1991: Der Joker und der Jackpot (La totale!)
- 1993: Le nombril du monde
- 1995: Les Misérables (Les misérables du XXe siècle)
- 1996: Wo geht’s zur Hochzeit meiner Frau? (Ma femme me quitte)
- 1996: Ein Sommer in La Goulette (Un été à La Goulette)
- 1997: Une femme très très très amoureuse
- 1997: XXL
- 1998: Don Juan
- 2001: La grande vie!
- 2003: 18 Jahre später (18 ans après)
- 2003: Père et fils – auch Regie, Drehbuch
- 2003: Les clefs de bagnole
- 2007: Le dernier gang
- 2007: 3 amies – Regie, Drehbuch
- 2008: Das Büro Gottes (Les bureaux de Dieu)
- 2009: La grande vie
- 2009: Ultimatum
- 2012: Cinderella – Abenteuer im Wilden Westen (Cendrillon au Far West) – Sprechrolle
- 2016: Herz über Kopf – Die Melodie ihres Lebens (Le cœur en Braille)
- 2021: Schmetterlinge im Ohr (On est fait pour s’entendre)
- 2024: Liebesbriefe aus Nizza (N’avoue jamais)
- 2024: Finalement

## Auszeichnungen
- 1986: César, Bester Nebendarsteller, für Drei Männer und ein Baby
- 1994: César-Nominierung, Bester Hauptdarsteller, für Le nombril du monde
- 2004: César-Nominierung, Bestes Erstlingswerk, für Père et fils
- 2004: Nominierung Goldener Pokal für den besten Film, Shanghai International Film Festival, für Père et fils